# Marc Lavri
Marc Lavry, en hebreu: מרק לברי (Riga (Letònia), 22 de desembre, 1903 – Haifa (Israel), 24 de març, 1967), va ser un compositor i director d'orquestra israelià. Nascut a Letònia i format a Alemanya, Lavry va emigrar a Palestina el 1936, on va ser fonamental en el desenvolupament de l'"Escola Mediterrània" de composició, que fusionava elements de la música oriental jueva i àrab amb la música clàssica europea moderna.

## Biografia
Lavry de petit, va estudiar piano al Conservatori de Música de Riga, on també va començar a compondre. Després de graduar el batxillerat, es va traslladar a Alemanya, on es va llicenciar en arquitectura, i va continuar els seus estudis de música al Conservatori de Leipzig. Va estudiar piano amb el professor Robert Teichmüller, i composició amb Paul Graener, i més tard amb Alexander Glazunov. Després de descobrir que ja hi havia un compositor i director d'orquestra més antic, llavors més establert, anomenat Mark Levin, va decidir canviar el seu propi nom per Marc Lavry.
Va començar la seva carrera de director com a director musical de l'òpera de Saarbrücken, i més tard, del Tanzbühne Laban, el teatre de dansa dirigit pel pioner de la dansa moderna Rudolf von Laban. El 1929, va esdevenir director de l'Orquestra Simfònica de Berlín (no la més famosa Filharmònica de Berlín). El 1933, els nazis, que havien assumit el poder a Alemanya, van dissoldre l'orquestra. Lavry va tornar a Riga, on es va convertir en director resident de l'Òpera de Riga. Tanmateix, a mesura que l'antisemitisme també es va intensificar a Letònia, Lavry i la seva dona van decidir emigrar a Palestina el 1935.

Lavry va sentir una forta connexió amb l'estat jueu emergent.
| « | "Vaig emigrar a Israel el 1935 i immediatament vaig sentir que vaig trobar la meva pàtria espiritual", | » |

va escriure a la seva autobiografia.
| « | "Enlloc fins a arribar a Israel, em vaig sentir tan assentat. Vaig sentir que vaig aterrar on pertanyo i que vaig trobar un lloc pel qual val la pena lluitar. Vaig sentir que el país em va inspirar com a compositor i que aquí vaig escriure les meves millors composicions." | » |

Es va convertir en compositor resident del Teatre Ohel de Tel Aviv el 1941, i també va ser director de l'Òpera Folk de Palestina. Allà va compondre la primera òpera en llengua hebrea "Dan the Guard".
El 1948 es va traslladar a Jerusalem per emprendre la creació de l'emissora de ràdio Kol Zion Lagola. Allà, va fundar el primer cor professional d'Israel, i va ser fonamental en el desenvolupament de la música israeliana. El musicòleg Ronit Seter estima que durant les dècades de 1950 i 1960, la seva música es va interpretar amb més freqüència a Israel que la de qualsevol dels seus compatriotes.
El 1963, per invitació de l'alcalde de Haifa, Abba Hushi, Lavry es va traslladar a Haifa per dirigir la simfonica de Haifa. Va romandre allí fins a la seva mort el 1967. Li van sobreviure tres fills.

## Música
Mentre encara era a Berlín, Lavry va mostrar interès per la música jueva. Allà va escriure la Jewish Suite per a quartet de corda (Op. 17), Hassidic Dance (Op. 22) per a orquestra i Ahasver, the Wandering Jew per a orquestra (Op. 23).
A Palestina, Lavry es va unir a un grup de compositors destacats, molts dels quals, com ell, havien fugit de la persecució nazi, inclosos Boskovich, Ben-Haim, Pártos i altres. Aquests compositors buscaven activament crear una nova forma de música nacional per a l'estat jueu emergent. Aquest nou estil, batejat per "l'escola mediterrània" per Boskovich, incorporava elements de la música de l'Orient Mitjà, com el melisma, l'homofonia i l'ús de modes musicals no convencionals.

Lavry es va veure arrossegat per aquesta marea musical. "Mai vaig intentar compondre conscientment a l'estil israelià", va escriure a la seva autobiografia.
| « | "No vaig intentar, en arribar a Israel, imposar-me una concepció concreta. Tanmateix, tan bon punt em vaig envoltar per la influència del país, quan em vaig trobar com a part integrant d'Israel, quan vaig dominar la llengua hebrea —de la manera més natural— vaig començar a compondre en aquest estil que escric fins avui". | » |

Moltes de les cançons de Lavry han entrat al cos canònic de la música popular israeliana anomenada "Land of Israel songs" ("Shirey Eretz Yisrael"), incloent Emek, Kaha Merakdim, Kumi Tsi Achoti Kala i més. Però Lavry mai es va veure com un escriptor de música popular, i la seva obra reflecteix una fusió d'estils tradicionals i clàssics. Immediatament després de compondre la cançó Emek, per exemple, va produir el poema de to simfònic Emek utilitzant la mateixa melodia. La seva òpera, Dan the Guard (Dan HaShomer), n'és un altre exemple. Lavry utilitza diferents estils musicals per representar diferents tipus ètnics: "el segon augmentat per als antics jueus polonesos... un ball d'horra en quintes paral·leles per a l'esdeveniment festiu del safareig comunal...[i] clixés operístics, majoritàriament derivats de Puccini. ..." va escriure Jehoash Hirshberg, historiador de la música israeliana.
Juntament amb la coreògrafa Gertrud Kraus, Lavry va desenvolupar l'art de la dansa i el ballet d'Israel. L'oratori "Cançó de les cançons" (en hebreu: שיר השירים, shir ha-shirim) s'ha interpretat moltes vegades i la música coral i les àries de Lavry han passat a formar part del repertori de cors i cantants a Israel i a l'estranger.